# Johan Gabriel Oxenstierna
Johan Gabriel Oxenstierna, né le 28 août 1899 à Stockholm et décédé le 18 juillet 1995 à Täby en Suède, est un pentathlonien suédois.
Lors des Jeux olympiques d'été de 1932 à Los Angeles il remporte le titre olympique de l'épreuve individuelle.

## Palmarès

### Jeux olympiques
- Champion olympique en individuel lors des Jeux olympiques d'été de 1932 se tenant à Los Angeles ( États-Unis)